# ユナイテッドアローズ

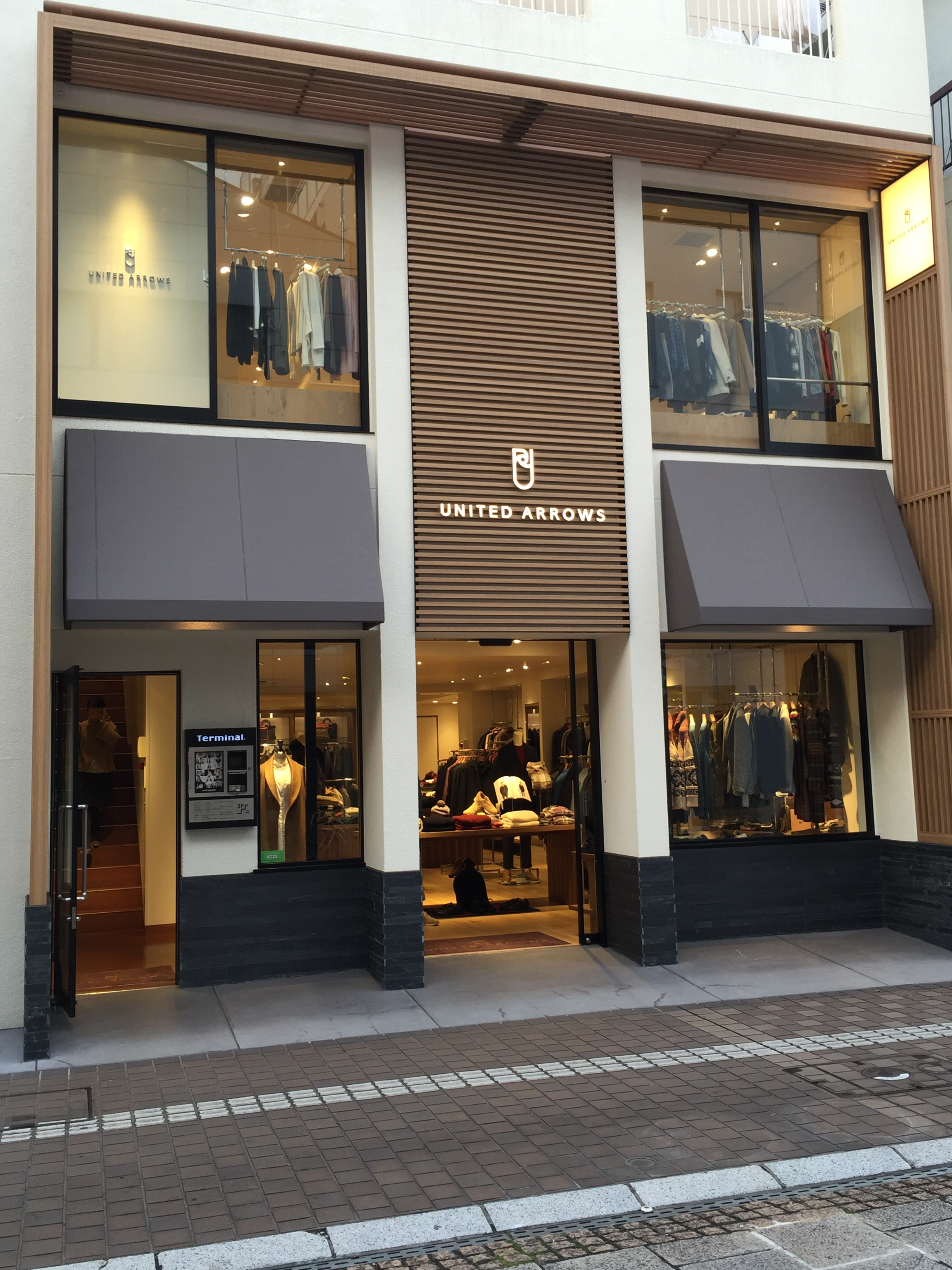
大分路面店

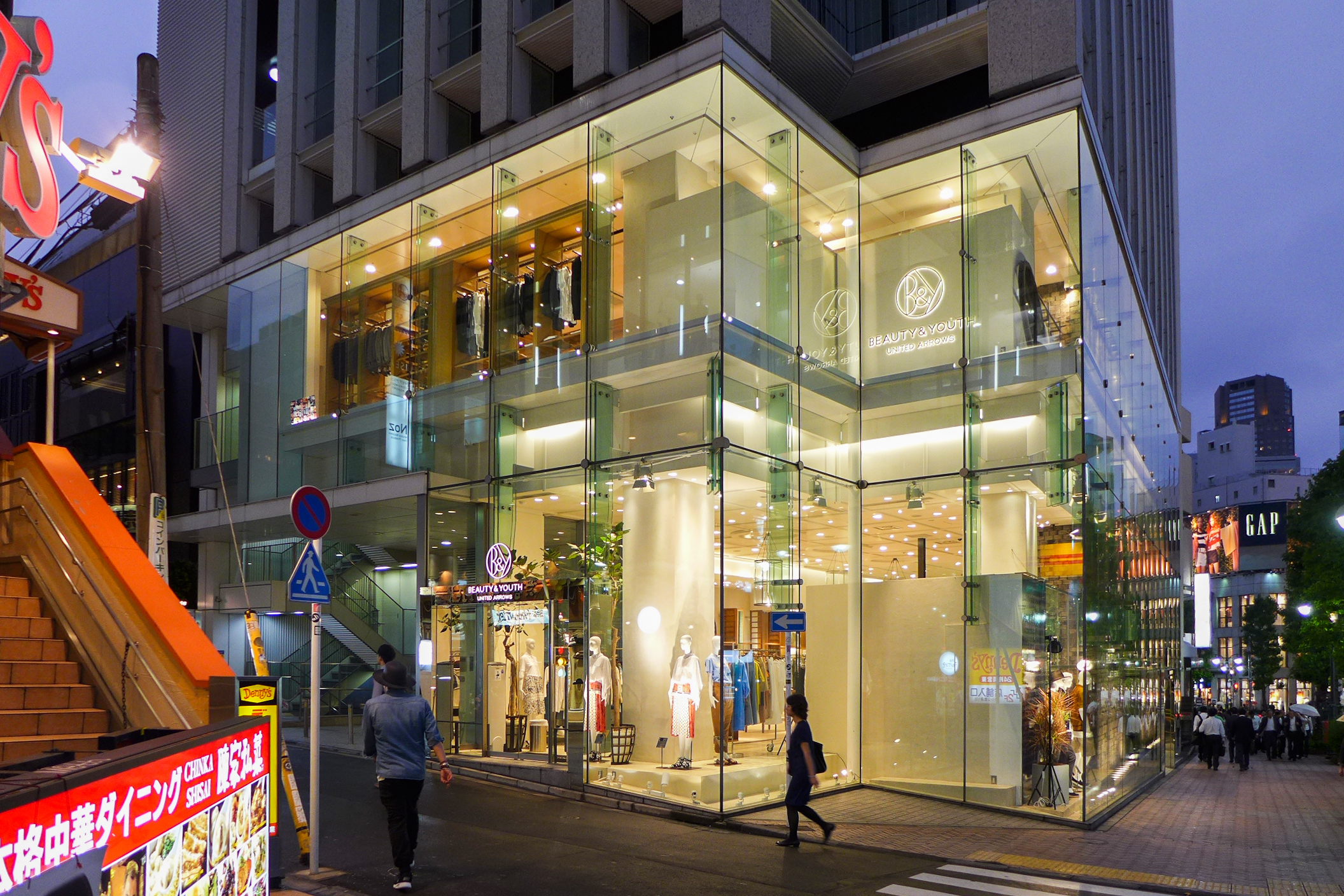
BEAUTY&YOUTH UNITED ARROWS 渋谷公園通り店

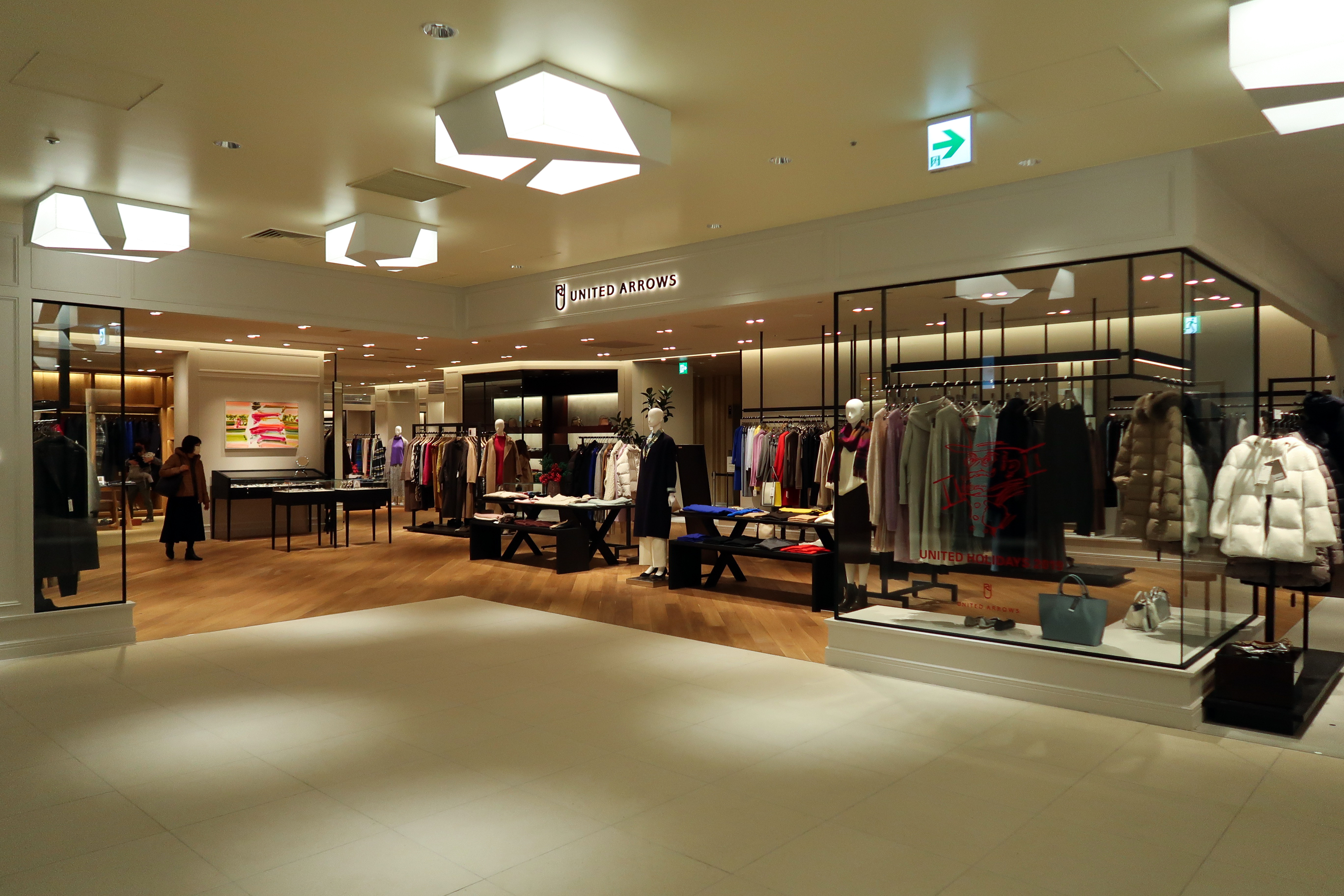
渋谷スクランブルスクエア店(インショップ)

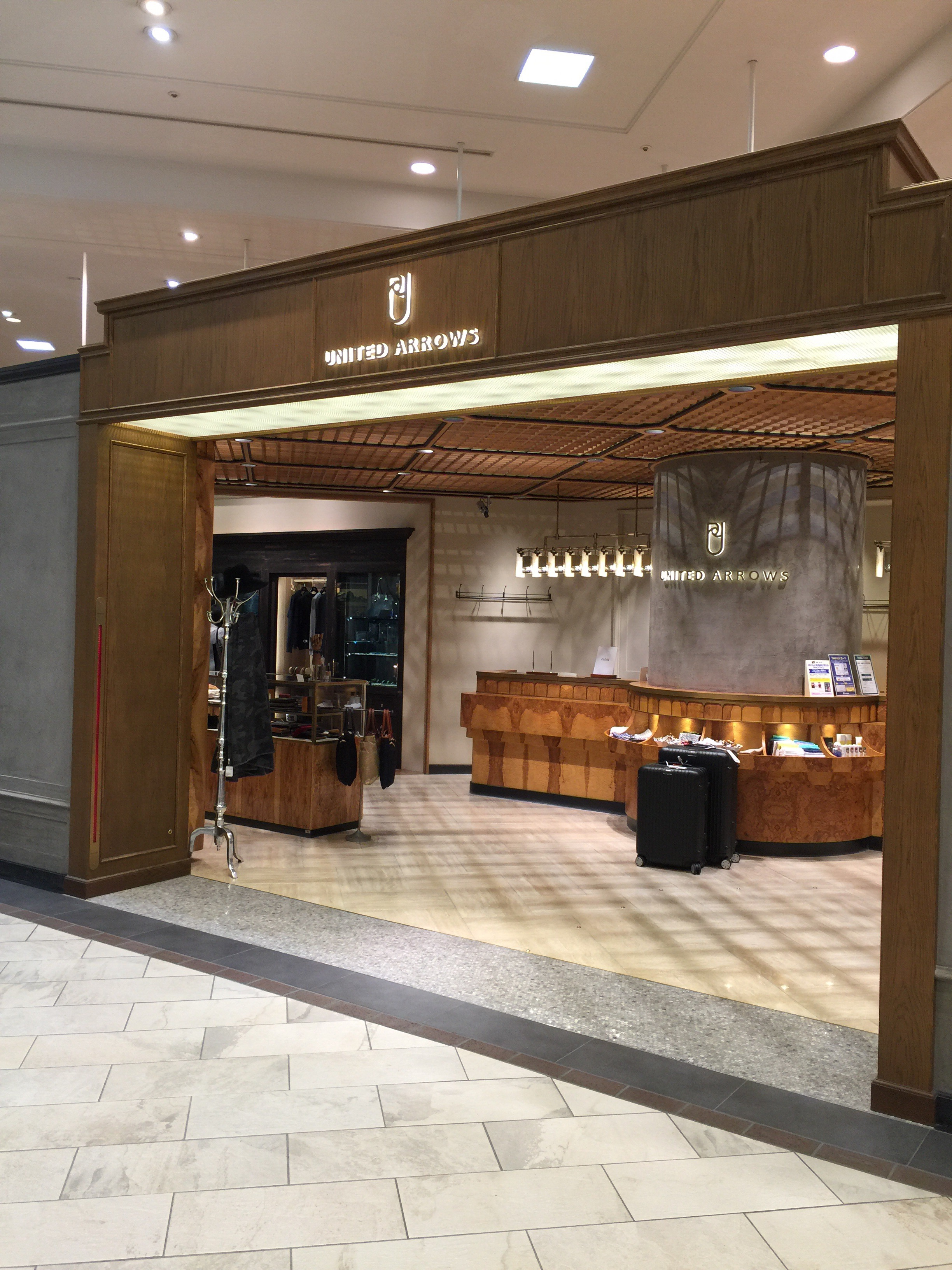
熊本鶴屋インショップ

株式会社ユナイテッドアローズ（英: UNITED ARROWS LTD.）は、東京都渋谷区に本社を置き、セレクトショップを運営する日本企業。セレクトショップ業態の中では業界最大手となる。BEAMS（ビームス）、SHIPS（シップス）とともにセレクトショップの御三家と呼ばれる。
衣類や小物などを独自のセンスで、国内外から調達したデザイナーズブランドとオリジナル企画の紳士服・婦人服および雑貨等の商品をミックスし販売するセレクト編集型SPA。「UNITED ARROWS」「BEAUTY&YOUTH UNITED ARROWS」「UNITED ARROWS green label relaxing」等の店舗ブランドを国内外で展開する。

## 概要
1989年10月2日、元ビームス（BEAMS）社員の重松理らがアパレル大手のワールドからの資金援助とバックアップを受けて、ビームスからバイヤー30名を引き連れ離脱する形で立ち上げたのが始まりである（現在はワールドからは完全に独立している）。
メンズのビジネス衣料を取り扱う仕入中心のセレクトショップからスタートした「ユナイテッドアローズ」は、ドレス・カジュアルのメンズ・ウィメンズ衣料と生活雑貨を展開するセレクト編集型
SPAへと進化。「ユナイテッドアローズ」、同じくセレクト編集型SPAの「ユナイテッドアローズ グリーンレーベルリラクシング」を軸としながら、ブランドビジネス型の「クロムハーツ」、QR（クイック・レスポンス）／SPA型の「コーエン」など、異なるビジネスモデルを持つ複数の事業が存在。
会社名は、起業時の発起会で重松がメンバーに持ち寄るように依頼。100近い候補の中で、重松が内心考えていたのは「ARROW」。目標に向かって真っすぐに突き進むイメージがやりたいことをするために興す新会社にふさわしいと思ったとのこと。しかし、目標ややりたいことが各自ばらばらでは会社は真っすぐに進むことはできない。そこで、みんなの気持ちを一つにし、力を合わせるという意味を込めて、上に「ユナイテッド」をつけることに。毛利元就の「三本の矢」のエピソードにつながることはその時点では頭になく、後日、商談相手の外国人に指摘され初めて気づいたとのこと。

## ストアブランド
- UNITED ARROWS | ユナイテッドアローズ[8]

「豊かさ・上質感」をキーワードに大人に向けたドレス軸のライフスタイルを提案
- BEAUTY&YOUTH UNITED ARROWS | ビューティ&ユース ユナイテッドアローズ[9]

質にこだわり清潔感と品位から裏付けられた「美しさ」。年齢にとらわれず自由な発想や知的好奇心から得る「若々しさ」。
時代 / 次代の本質的な「美しさ」と「若々しさ」を纏うこと、そしてその生活を豊かにすることを目的とした、エモーショナルな感覚で品揃えされたセレクトショップ
- UNITED ARROWS green label relaxing | ユナイテッドアローズ グリーンレーベル リラクシング[10]

BeHappy　～ココロにいいオシャレな毎日～ さまざまなライフスタイルにピッタリとフィットする、ほどよいトレンド感をそなえたショップ
- District UNITED ARROWS | ディストリクト ユナイテッドアローズ[11]

クリエイティヴィティ＆クラフトマンシップ
- Odette e Odile | オデット エ オディール[12]

フレンチシックにシーズン毎のモダンなテイストをミックスした、洗練された女性のためのシュークローゼット
- DRAWER | ドゥロワー[13]

最新のクリエイションでありながらも女性たちがいつまでも宝物のように愛し続けたいと思う、魅惑的な引き出しを作るために
- UNITED ARROWS & SONS | ユナイテッドアローズ＆サンズ[14]

ストリートから生まれるカルチャーを、時代を超えて受け継がれるにふさわしいクオリティとともに提案するコンセプトストア
- monkey time BEAUTY&YOUTH UNITED ARROWS | モンキータイム ビューティ＆ユース ユナイテッドアローズ[15]

個性や独創性を表現したい男性に向け、トレンドのデザインやテイスト、 素材感とサイジングに こだわったアイテムを展開するブランド
- STEVEN ALAN | スティーブン アラン[16]

N.Y発のスティーブン アラン。大人のファッションを楽しめるシンプルで着心地がよいアイテムとスタイルを提案
- ASTRAET | アストラット[17]

自分の価値観でモノを選び　流行に流されるだけではない、自分の歩んできた道。クオリティーを追求し洗練された洋服を通じて豊かさを提案
- 6（ROKU） | ロク[18]

上品な大人の女性のカジュアルスタイルを提案
- H BEAUTY＆YOUTH | エイチ ビューティ＆ユース[19]

"東京大人のクールな服"をテーマに「City Man and Woman」のコンセプトのもと、ハイエンドなスポーツ・カジュアルを軸にアイテムを提案するビューティ＆ユースの新コンセプトストア
- AEWEN MATOPH | イウエン マトフ[20]

個性を輝かせ、彩りを与える服
- LOEFF | ロエフ[21]

『年齢を重ねても大切にしたい日常着』
- BLAMINK | ブラミンク[22]

2016年秋冬コレクションよりスタートした東京発のブランド
- CITEN | シテン[23]

～FUTURE ESSENTIALS. ～
- California General Store | カリフォルニア ジェネラルストア[24]

WELLNESS / SUSTAINBALE / FREEDOM / CULTURE

## アウトレット
- UNITED ARROWS LTD. OUTLET | ユナイテッドアローズ アウトレット[25]

ユナイテッドアローズグループのストアブランドが一堂に並ぶ品揃えが魅力。メンズ・ウィメンズのトータルコーディネートも可能。

## 法人サービス
- PRODUCED by UNITED ARROWS[26]

「PRODUCE」「UNIFORM」「NOVELTY」の3つのプロジェクトを軸に、ユナイテッドアローズの接客のホスピタリティをそのままに課題解決のお手伝いをしながら、企業様の新しい価値創造に貢献

## ユナイテッドアローズ グループ会社
- coen | コーエン[27]

easy&chic style ～普通に見えて一味違う、個性豊かな服
- CHROME HEARTS | クロムハーツ[28]

レザーアイテムからアパレル、シルバーアイテム、ジュエリーまで展開するライフスタイルブランド

## 仕入れ商品とPB商品
ビームスやシップスなど他の大手セレクトショップと同様、取扱商品は大別して仕入れ商品（セレクト品）とプライベートブランドである自社開発商品（セレクトショップオリジナル）の2通りで構成されている。セレクトショップは複数の仕入先から商品を仕入れるため、仕入れ商品の割合が多いと思われがちだが、ユナイテッドアローズの場合は自社開発商品とのミックス戦略である。仕入れ商品で素早い流行を追いながら、利益率の高い自社開発商品を組み合わせ経営を安定させる戦略をとっている。
またユナイテッドアローズは多岐にわたるブランド（レーベル）を展開しており、ブランドによって仕入れ商品と自社開発商品の比率は異なる。
- ユナイテッドアローズ全体　仕入れ商品：約50%　自社開発商品:約50%
  - ユナイテッドアローズ　仕入れ商品：約55%　自社開発商品:約45%
  - クロムハーツ　仕入れ商品：約100%　自社開発商品:約0%
  - ジュエルチェンジズ　仕入れ商品：約45%　自社開発商品:約55%
  - オディト エ オディオール　仕入れ商品：約15%　自社開発商品:約85%

※OEMは仕入に含めて算出（ユナイテッドアローズのホームページより）

## 不祥事

### 輸入ズボンの原産国虚偽表示
公正取引委員会は、2004年11月24日に、ユナイテッドアローズを含む輸入衣料品販売業者6社に対して、ユナイテッドアローズにおいては2000年8月頃から2004年7月頃まで、原産国（ズボンの縫製地）がルーマニアである輸入ズボンを、「イタリア製」と表記して販売したことは、不当景品類及び不当表示防止法（景品表示法）第4条違反（原産国の不当表示）にあたるとして排除命令を出した。この排除命令に対して、ユナイテッドアローズは異議申し立てを行ったが、2006年5月15日に排除措置は不当ではないと審判審決を出した。

### カシミア製ストール虚偽表示
経済産業省関東経済産業局が2007年10月10日に発表したところによると、ユナイテッドアローズの女性向けブランド「ジュエルチェンジズ」各店舗（新宿店、六本木ヒルズ店、福岡ソラリアプラザ店、ゾゾタウン店〈インターネット通販〉）で「カシミヤ70%」などの表示で販売した女性用ストール約1000枚に、カシミヤが使用されておらず、羊毛などが使われていた事が同社内での調査によって判明した。この虚偽表示は、家庭用品品質表示法に違反する。関東経済産業局は「今後、必要な指導をする」としている。また、公正取引委員会は2007年12月26日に、前述の女性用ストールについて、景品表示法第4条第1項第1号（優良誤認）違反にあたるとして、排除命令を出した。

### 行政処分
2007年に新たに4,600点の産地の偽装が発覚し、排除命令があったにも関わらず、改善がなされなかったため、消費者庁は2011年3月、景品表示法に基づいて業務改善命令の行政処分を出す方針である。

## POSシステム
- POSシステムは日本NCR製を使用。